# St. Katharina (Hirschberg, Saale)

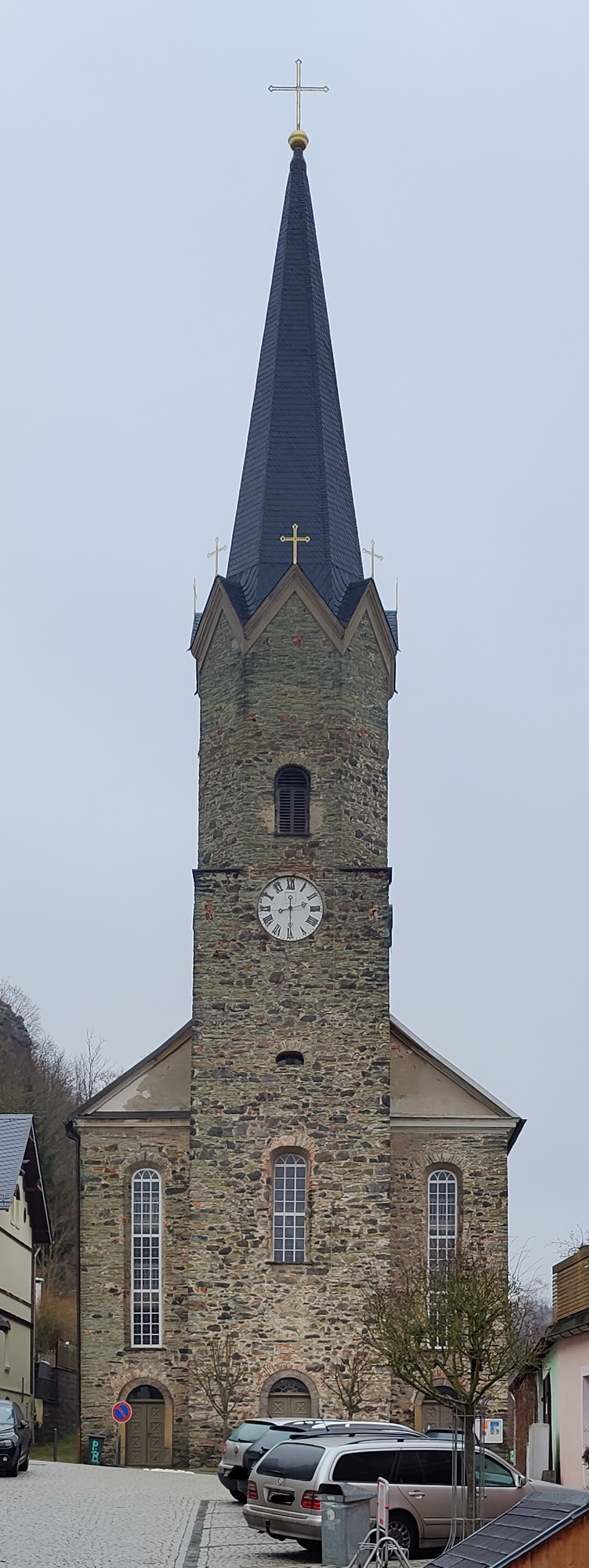
St. Katharina Hirschberg

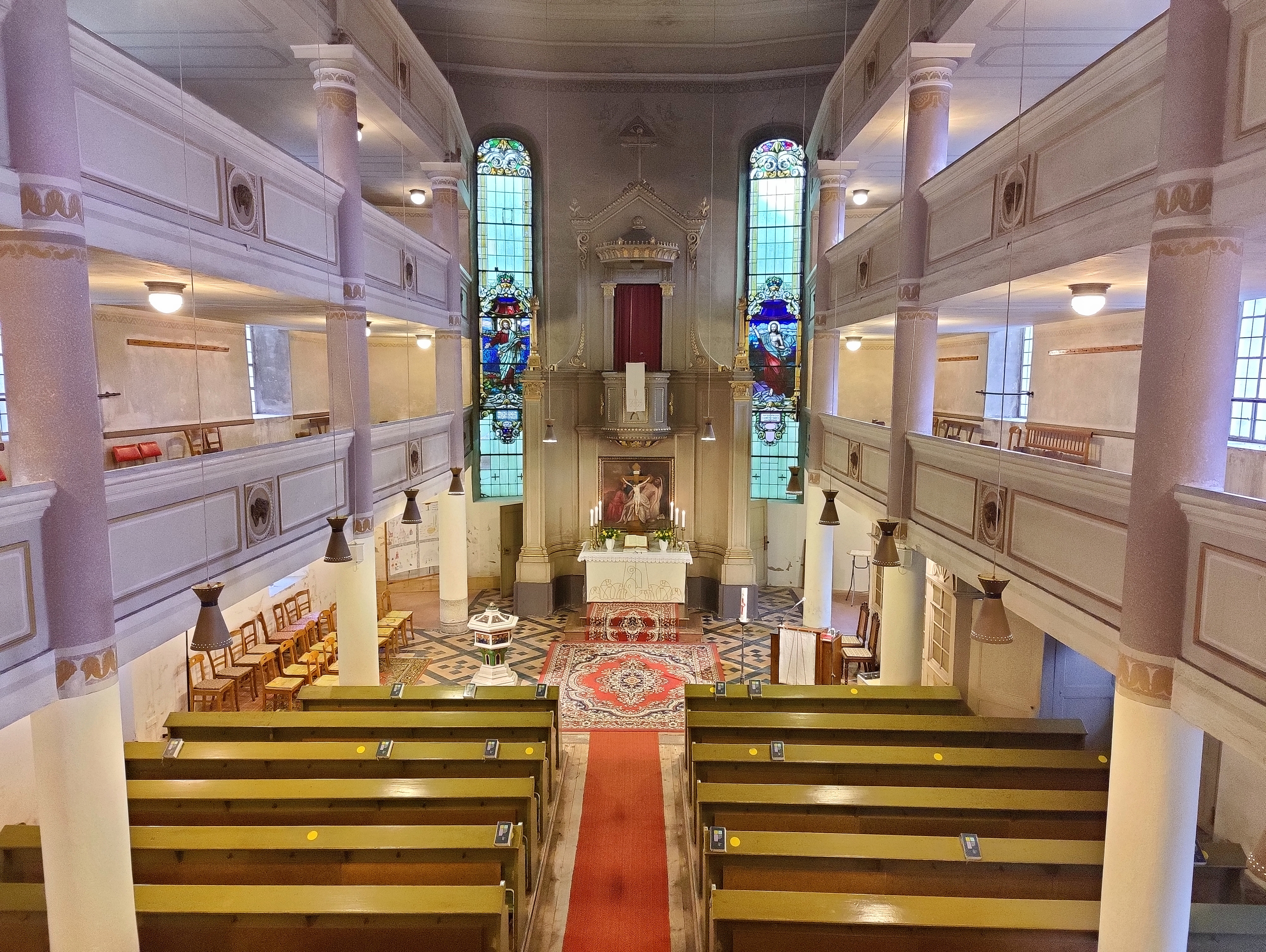
Blick ins Kirchenschiff (2022)

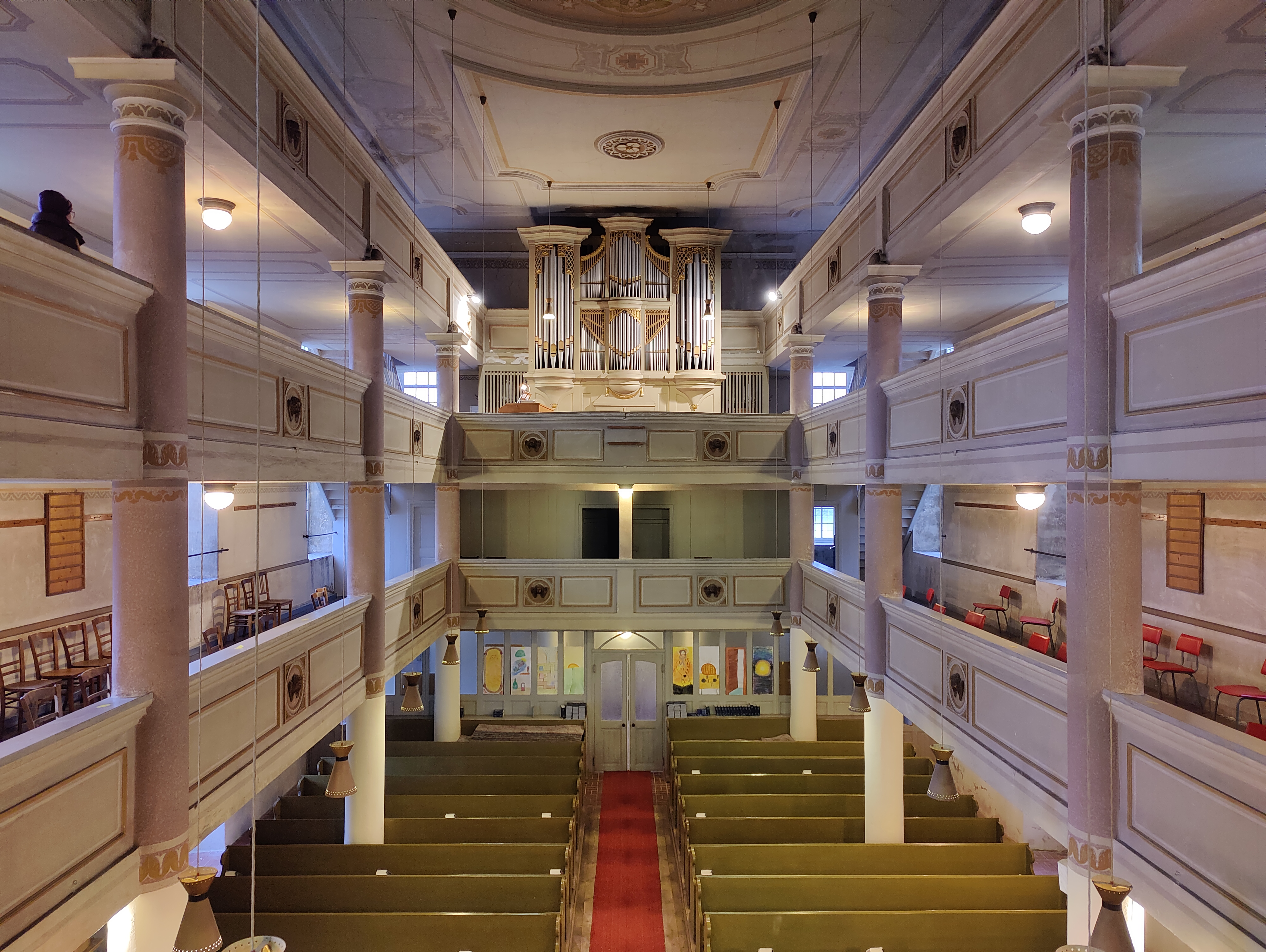
Blick zur Orgel

Die evangelisch-lutherische Kirche St. Katharina steht in Hirschberg, einer Landstadt im Saale-Orla-Kreis von Thüringen. Die Kirchengemeinde Hirschberg gehört zur Pfarrei Blankenberg im Kirchenkreis Schleiz der Evangelischen Kirche in Mitteldeutschland.

## Geschichte
Die Stadtkirche Hirschberg wurde 1437 gebaut. Das Kirchengebäude ist bis 1835 mehrmals abgebrannt. Auf den alten Fundamenten der Vorgängerkirche von 1437 wurde 1835 bis 1842 eine neue Kirche gebaut. Dank vieler Spenden wurde sie nach der politischen Wende vom Verfall gerettet.

## Beschreibung
Die Saalkirche hat im Westen den Kirchturm. In ihm hängen drei Eisenhartgussglocken, die 1922 von Schilling & Lattermann gegossen wurden. Der polygonale Chor ist aus unverputzten Bruchsteinen. An der südlichen Außenwand sind Epitaphe aus dem 18. Jahrhundert. Das Kirchenschiff hat dreigeschossige Emporen unter einer bemalten Flachdecke. Die Kirchenausstattung stammt aus der Erbauungszeit. Zwei Fenster rechts und links des Altars zeigen den Auferstandenen und den segnenden Jesus Christus, zwischen ihnen am Kanzelaltar ein Bild der Beweinung Christi. Das Gestühl, die Emporen und die Decke sind aus naturbelassenem Holz. An den Wänden befinden sich teilweise Wandgemälde.
Die Orgel wurde 1933 von Eberhard Friedrich Walcker unter Beibehaltung des Prospektes der Vorgängerorgel von Friedrich Heidenreich (1842) gebaut. Sie hat 23 Register, verteilt auf 2 Manuale und Pedal. Eine Überholung erfolgte 2007 durch Hoffmann und Schindler.